# Vasco Cecchini
Vasco Cecchini, né en 1932 et mort le 3 novembre 2023, est un astronome amateur italien.
Le Centre des planètes mineures le crédite de la découverte de deux astéroïdes, effectuée entre 1998 et 2000, en collaboration avec Andrea Boattini et Luciano Tesi.
L'astéroïde (13798) Cecchini lui est dédié,.
| (11359) Piteglio   | 27 janvier 1998 |
| (75783) 2000 AZ204 | 10 janvier 2000 |